# Tambaksari (Rubaru)
Tambaksari is een bestuurslaag in het regentschap Sumenep van de provincie Oost-Java, Indonesië. Tambaksari telt 2249 inwoners (volkstelling 2010).